# Koen Wessing
Koen Wessing est un photographe néerlandais né à Amsterdam le 26 janvier 1942 et mort le 2 février 2011 dans la même ville.

## Biographie
Koen Wessing est né à Amsterdam. Il est le fils de l'architecte d'intérieur Han Wessing et de la sculptrice Eva Eisenloeffel.
Vers 1957, il rencontre le photographe Ed van der Elsken. Wessing décide de devenir photographe et suivit en 1961 la première année de cours de l'Institut des arts appliqués d'Amsterdam, au sein de l'Académie Gerrit Rietveld, où sa mère était professeur. Puis, il devient assistant de Van der Elsken. À partir de 1963, il est photographe indépendant.
Wessing a photographié, entre autres : Mai 68 à Paris ; les travaux du Plan delta (1969) ; l'occupation étudiante Maagdenhuis à Amsterdam (1969) ; le Chili, immédiatement après le Coup d'État du 11 septembre 1973 au Chili ; et les émeutes de Nieuwmarkt à Amsterdam en 1975. Plus tard, il a réalisé des photographies en Irlande, en Guinée-Bissau, au Nicaragua, au Salvador, en Chine et au Kosovo.
Ses photos de Chili september 1973, la série d'images impressionnantes du coup d'État de Pinochet, diffusées par l’agence Viva, sont des objets de collection. Il est l'un des premiers européens à arriver sur place, et arrive à photographier au milieu des arrestations, saisissant des rafles et des autodafés, sans être inquiété par les militaires présents dans la ville.
Les photographies de Wessing sont souvent liées à la violence et la misère. Il photographie les pauvres, et les populations opprimées. Il est inspiré par le travail du photographe et artiste américain William Klein.
En 1985-1986, il engagea avec succès une action civile contre le journal De Telegraaf pour la publication non autorisée d’une photographie qu'il avait prise dans le cadre d'un séjour auprès des sandinistes du Nicaragua et du mouvement de résistance au Salvador. Ses photographies concernaient des victimes des forces anti-sandinistes, alors que l'article les présentait comme celles des sandinistes eux-mêmes. Le verdict rendu dans cette affaire constituent une jurisprudence importante en matière de droit d'auteur aux Pays-Bas, en particulier en ce qui concerne les  droits moraux du créateur.

## Reconnaissance
En 1989, Wessing a reçu le prix Albla. En 2000, le Musée d'Amsterdam a organisé une exposition rétrospective.
En septembre 2008, l'hebdomadaire Vrij Nederland publie une interview de Wessing, dans laquelle plusieurs photographies de ses nombreuses archives sont aussi dévoilées, notamment celles du Chili de 1973 et de la Chine de 2007. Au cours de l'entretien, il tombe malade et doit être hospitalisé.
Il est exposé au Jeu de Paume, au château de Tours, en 2018-2019,.

## Travaux dans des collections publiques (sélection)
- Rijksmuseum Amsterdam[8]